# Trepalium – Stadt ohne Namen
Trepalium ist eine dystopische Mini-Fernsehserie von Sophie Hiet und Antarès Bassis, die zeitgleich von Arte France und Arte Deutschland am 11. und 18. Februar 2016 (jeweils drei Folgen) ausgestrahlt wurde. Die Serie thematisiert den gesellschaftlichen Stellenwert der Arbeit. So leitet sich auch der französische Serientitel von der etymologischen Nähe des französischen Worts travail für Arbeit zu Qual, Schmerz und dem dreizackigen antiken Folterinstrument „tripalium“ (überliefert als „trepalium“), mit dem rebellierende Sklaven bestraft wurden, ab.

## Handlung
Eine Großstadt am Ende des 21. Jahrhunderts. Nach Jahrzehnten der Krise ist Arbeit zu einem seltenen und verschwindenden Gut geworden. Nur 20 % der Bevölkerung haben einen Arbeitsplatz, 80 % sind arbeitslos. Die Arbeitslosen wurden in die Zone verbannt, durch eine Mauer von der City getrennt und kämpfen ums Überleben. So ist die Stadt aufgeteilt in „der Süden“, in dem die Privilegierten leben, und der „Zone“ der „Untätigen“, die auch als „Aso“ oder „Zoni“ bezeichnet werden.
Mit der bereits ein Jahr andauernden Entführung des Arbeitsministers Monroe Moretti können die Untergrundkämpfer in Verhandlungen mit seiner Ehefrau, der Premierministerin Nadia Passeron, einen Kompromiss erreichen, zu dem sich diese auch mit Blick auf das Verhältnis zur Weltbank genötigt sieht, die die Gewährung weiterer Finanzmittel von Reformen in der „Zone“ abhängig gemacht hat. Im Austausch mit der Freilassung des Arbeitsministers legt die Regierung das Programm „Solidaritätsstellen“ auf, wonach 10.000 „Untätige“ tagsüber die Zone verlassen dürfen, um in den Häusern der Gutsituierten zwangsweise zu arbeiten, obgleich in der Südstadt für sie keine Verwendung besteht.
Izia Katell lebt mit ihrem Sohn Noah in der Wohnung von Lisbeth Richard und ihrem Ehemann Jeff. Ethan, der Vater ihres Sohnes, hat sie verlassen, als sie schwanger war und kämpft seitdem auf der Seite der Rebellen. Izia wird ausgewählt, um in der Stadt für die Familie Garcia Hausarbeiten zu verrichten. Ruben Garcia und seine Frau Thaïs arbeiten in der Zentrale der Wasserfirma Aquaville. Ihre Tochter Maël bleibt allein zuhause und lernt für die Aufnahmeprüfung einer Schule. Auch Jeff  Richard ist einer der Glücklichen, die gegen Bezahlung auf der anderen Seite der Mauer tätig sein dürfen. Er soll als „Berater“ der Premierministerin das Solidaritätsprogramm der Bevölkerung schmackhaft machen.

## Analyse
In der totalitären Welt der Serie bestimmt allein die Arbeits- und Leistungsfähigkeit den Wert des Menschen. Indessen ist Arbeit zwar das Kriterium für die Teilhabe an den gesellschaftlichen Ressourcen und am wirtschaftlichen Wohlstand gleichzeitig aber – wie der Originaltitel andeutet – eine Qual, da jeder, der die Erwartungen nicht erfüllt, mit Abschiebung in die Zone rechnen muss.
In der Südstadt der in Luxus lebenden Arbeitenden herrscht die eiskalte und gefühllose Maxime der Produktivität und Verwendbarkeit, ein rigides Überwachungssystem, der nackte Darwinismus, ein „mörderischer Ausscheidungswettkampf“. Niemand kann sich seiner Privilegien sicher sein.
In der, durch eine Mauer hermetisch von der Süd-Stadt abgetrennten „Zone“ leben die „Untätigen“ in slumartigen Verhältnissen. Unzureichende Wasserversorgung, Obdachlosigkeit, Drogensucht, Brutalität und Gewalt, aber auch Rebellion bestimmen die Situation im Ghetto. Dagegen finden sich menschliche Nähe und Solidarität in der „Zone“ und nur ausnahmsweise, quasi als Fehlleistung, in der Südstadt.
Die Serie nimmt in der Weise offen Bezug auf die Kasernierung während der NS-Zeit bzw. auf das Warschauer Ghetto und damit auch auf den Aufstand im Warschauer Ghetto, indem die Zonenbewohner desinfiziert werden, den Kopf geschoren und eine Kennnummer in den Arm tätowiert bekommen, der Satz „Arbeit macht frei“ Verwendung findet, und sich im Untergrund der „Zone“ eine Widerstandsgruppe formiert.
Vor diesem Hintergrund führt die Serie die Protagonisten durch ein Ränkespiel um Macht, Anerkennung, Spionage, gesellschaftlicher und persönlicher Dramen und Beziehungen.

## Musik
Die Musik hat Thierry Westermeyer komponiert und eingespielt. Der Original-Soundtrack ist am 29. Januar 2016 auf CD erschienen.

## Kritik
- Thomas Andre sieht sich durch den Plot auf das seit den 1990er Jahren diskutierte Gesellschaftsproblem der Abstiegsangst verwiesen und meinte am 10. Februar 2016 im Hamburger Abendblatt: „Auf einer grell ausgeleuchteten Bühne setzt ‚Stadt ohne Namen‘ nichts anderes in Szene als die permanente Abstiegsangst der Mittelschicht in Ländern wie Frankreich oder Deutschland.“ Die Serie sei gelungen und setze das „‚Was wäre, wenn‘-Gedankenspiel“ anspruchsvoll in Szene.[4]
- Heike Hupertz sieht in der FAZ am 11. Februar 2016 kluge Anknüpfungspunkte zu Themen, „die uns gesellschaftlich und politisch umtreiben - vom modischen Selbstoptimierungswahn bis zur Flüchtlingskrise“. In der Bezugnahme auf die nationalsozialistische Kasernierung sieht sie „eine brutale und fragwürdige Assoziation“, die „die Gefahr der Verharmlosung des Holocaust in sich“ berge. Die Serie wirke beklemmend, weil sie „jeweils nur einen Schritt von der Vergangenheit und der Zukunft entfernt zu sein scheint. Und in Form eines dunklen Szenarios verhandelt, was nicht verhandelbar ist: die Würde des Menschen“.[6]
- Auch für Katharina Dockhorn steht der sozialkritische Aspekt der Serie in ihrer Rezension vom 11. Februar 2016 auf RP Online im Vordergrund. Der Film gehe der Frage nach, „wie viele Arbeitslose eine Gesellschaft erträgt“. Die im Film gegebene Antwort der Abschottung wirke wie eine Horrorvision, deute „sich in vielen Städten Südamerikas, Afrikas oder Asiens bereits an und könnte bald Realität werden“.[10]
- Harald Keller sieht in seinem Beitrag vom 11. Februar 2016 in der FR, dass die Serie als finsterer Ausblick zu überzeugen vermöge, aber die „Thrillerhandlung unter allzu vielen Zufällen und überdeutlichen Konstrukten“ leide. Ein dramaturgischer Mangel bestehe darin, dass Izia (Léonie Simaga), die ihr ganzes Leben in der Zone verbracht hat, allzu leicht in ihre neue Rolle mit dem richtige Sozialverhalten finde, und „erst auffällt, als sie unvorsichtigerweise den Kode an ihrem Handgelenk sehen lässt, der sie als Zonenbewohnerin ausweist“. Durch solche handwerkliche Defizite gehe „einiges an Überzeugungskraft verloren“. Positiv merkt er an, dass die Serie zwar in der Zukunft spielt, „aber ohne weiteres als Kommentar auf die Gegenwart und kritische Intervention zu verstehen“ sei, was „den meisten jüngeren deutschen Fernsehserien bedauerlicherweise“ fehle.[11]
- Auf IMDb erhielt die Serie 6,5 von 10 Sternen.[12]